# Idoménée (Crébillon)
Pour les articles homonymes, voir Idoménée (homonymie).
Idoménée est une tragédie en cinq actes et en vers de Crébillon père, représentée pour la première fois à la Comédie-Française le 29 décembre 1705 avec un assez grand succès.

## Personnages
- Idoménée, roi de Crète.
- Idamante, fils d’Idomenée.
- Êrixène, fille de Mérion, prince rebelle.
- Sophrosyme, ministre d’Idoménée.
- Égésippe, officier du palais.
- Polyclète, confident d’Idamante.
- Ismène, confidente d’Êrixène.
- Suite du roi.
- Gardes.

## L’histoire
Idoménée, roi de Crète, et son fils Idamante, sont tous deux amoureux d’Érixène, fille de Mérion, prince qui a vainement disputé la couronne à Idoménée et que ce dernier a fait périr. Cette rivalité n’amène guère de rebondissements et ne produit que de longues conversations langoureuses et des reproches mutuels entre le père et le fils. À la fin, celui-ci se perce de son épée.
La pièce, la première de Crébillon, n’annonce sa manière que par quelques vers énergiques et quelques passages, comme la description de la tempête, pleine d’une sombre grandeur.
Une effroyable nuit sur les eaux répandue
Déroba tout-à-coup ces objets à ma vue ;
La mort seule y parut... le vaste sein des mers
Nous entr’ouvrit trois fois la route des enfers.
Par des vents opposés les vagues ramassées,
De l’abîme profond jusques au ciel poussées,
Dans les airs embrasés agitaient mes vaisseaux,
Aussi près d’y périr qu’à fondre sous les eaux.
D’un déluge de feux l’onde comme allumée
Semblait rouler sur nous une mer enflammée ;
Et Neptune en courroux à tant de malheureux
N’offrait pour tout salut que des rochers affreux.

## Source
- Gustave Vapereau, Dictionnaire universel des littératures, vol. 2, Paris, Hachette, 1876 [détail des éditions] (lire sur Wikisource), p. 545.